# Kula (Prekornica)
Kula (srbochorvatsky Кула, 1927 m n. m.) je hora v pohoří Prekornica ve střední části Černé Hory. Nachází se na území opštiny Danilovgrad asi 25 km severně od Podgorice. Kula je nejvyšší horou celého pohoří.